# Монтрёй-сюр-Эпт
Монтрёй-сюр-Эпт (фр. Montreuil-sur-Epte) — муниципалитет во Франции, в регионе Иль-де-Франс, департамент Валь-д'Уаз. Население — 350 человек (1999).
Муниципалитет расположен на расстоянии около 65 км северо-западнее Парижа, 33 км северо-западнее Сержи.

## Демография
Динамика населения (Cassini и INSEE):